# Kompressionsauftrieb

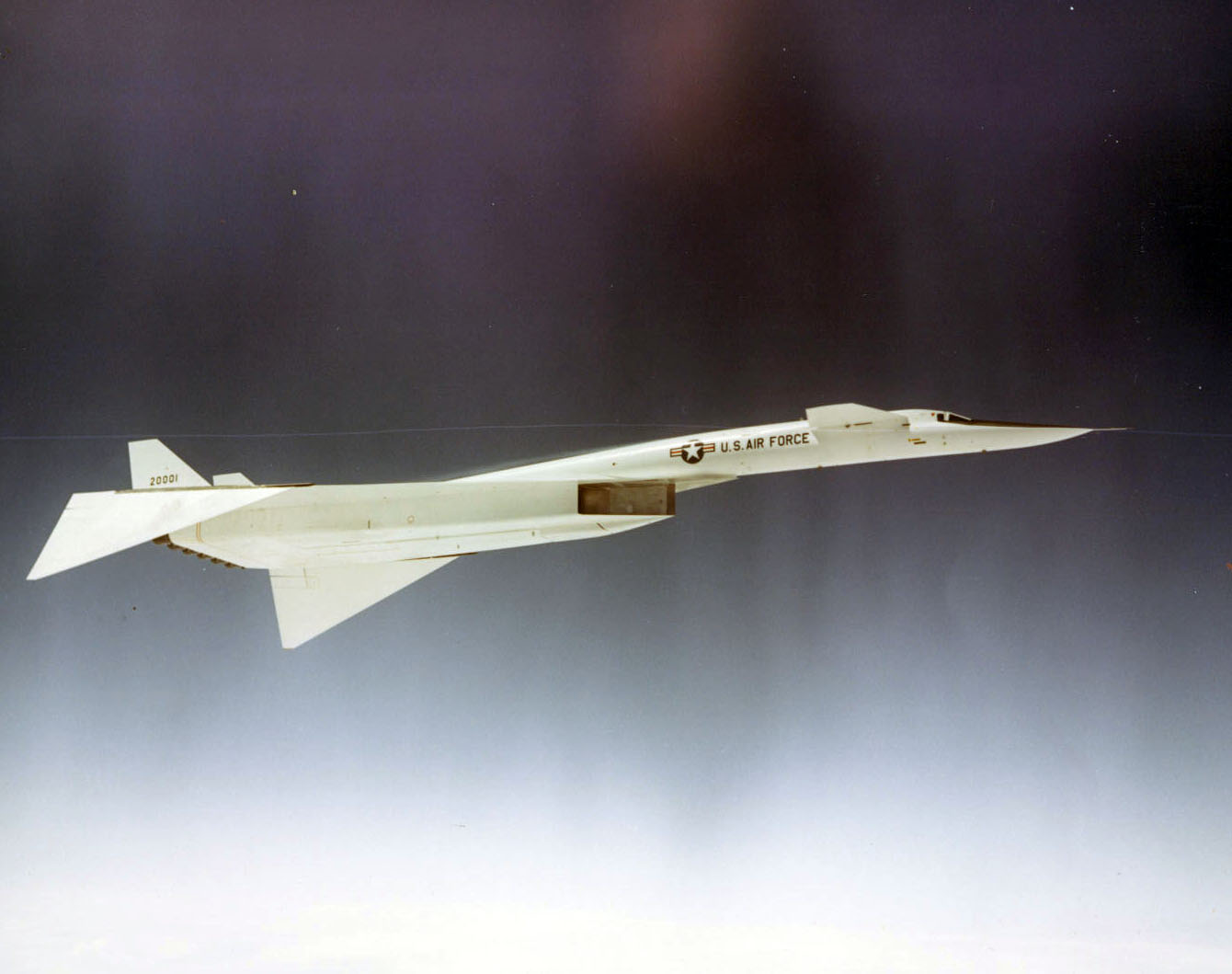
North American XB-70 im Flug mit heruntergeklappten Tragflächenspitzen

In der Aerodynamik bezeichnet der Kompressionsauftrieb eine Auftriebskraft beim Überschallflug. Dabei wird die Stoßwelle im Machschen Kegel ausgenutzt.
Die Stoßwelle entsteht beim Überschreiten der Schallgeschwindigkeit; ein darauf abgestimmt entworfenes Überschallflugzeug kann dadurch mit kleinerem Anstellwinkel und dadurch mit niedrigerem induzierten Luftwiderstand fliegen.

## Geschichte
Das Phänomen des Kompressionsauftriebs wurde von den NACA-Ingenieuren Clarence A. Syvertson und Alfred J. Eggers im Jahr 1956 erstmals beschrieben. Sie untersuchten die Abweichungen von der ballistischen Kurve bei Wiedereintrittskörpern und deckten dabei das Prinzip hinter dem Kompressionsauftrieb auf.

## Vergleich mit der Gleitfahrt von Booten
Der Kompressionsauftrieb ist vergleichbar mit der Gleitfahrt von Booten, wenn ein Boot in Verdrängerfahrt sich der Rumpfgeschwindigkeit nähert, auf die Bugwelle aufgleitet und somit teilweise aus dem Wasser gehoben wird. Bei Flugzeugen ist das jedoch schwieriger umzusetzen, weil sich die Stoßwelle erst bei Überschallflug ausbildet, stark gepfeilt ist (siehe Machscher Kegel) und außerdem ihren Öffnungswinkel stark mit der Geschwindigkeit ändert. Dies macht es schwierig, ein Flugzeug zu konstruieren, das über einen großen Geschwindigkeitsbereich Auftrieb aus der Stoßwelle gewinnen kann.

## Technische Umsetzung
Bei der North American XB-70 wurde zum ersten Mal bei einem Flugzeug Kompressionsauftrieb genutzt. Dabei wird die Stoßwelle, die durch den Lufteinlauf entsteht, unter die Tragflächen geführt. So konnte ohne zusätzlichen Luftwiderstand beim Überschallflug der Auftrieb um 30 % erhöht werden. Bei der XB-70 wurde dies zusätzlich durch die Tragflächenspitzen unterstützt, wenn sie voll heruntergeklappt waren, indem diese weitere 5 % Kompressionsauftrieb erzeugten. Die heruntergeklappten Tragflächenspitzen erhöhten die Richtungsstabilität, so dass man die XB-70 mit kleinerem Seitenruder verwenden konnte, als es sonst möglich gewesen wäre. Erst so konnte man den gewünschten geringen Widerstand und damit annehmbare Reichweiten bei Mach 3 erreichen.
Bei sogenannten Lifting Bodys wird dasselbe Prinzip zur Erzeugung von Auftrieb genutzt. Neuere manövrierfähige Wiedereintrittskörper (MARV-Atomsprengkopf) nutzen diesen Effekt teilweise zur Richtungsänderung innerhalb der Atmosphäre, um ein Abfangen zu erschweren und die Zielgenauigkeit zu erhöhen.
Das nie über die Konzeptphase hinaus entwickelte amerikanische Projekt des wie ein Flugzeug startenden Raumfahrzeugs Rockwell X-30 basierte ebenfalls auf dem Kompressionsauftrieb.
Das Demonstrationsflugzeug Boeing X-51 mit Staustrahlantrieb nützte den Kompressionsauftrieb.